# 412th Test Wing

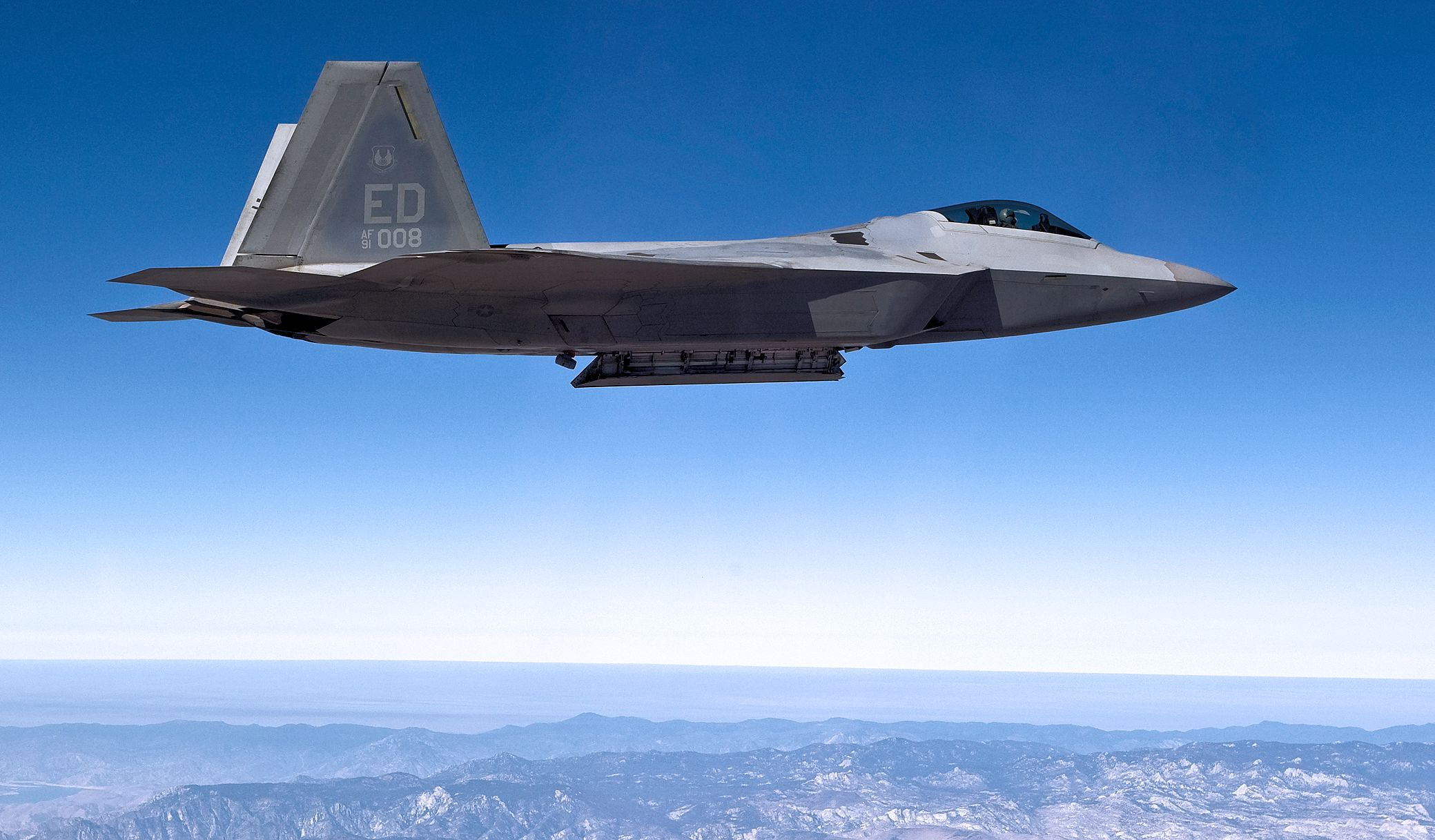
F-22A del 411th FTS

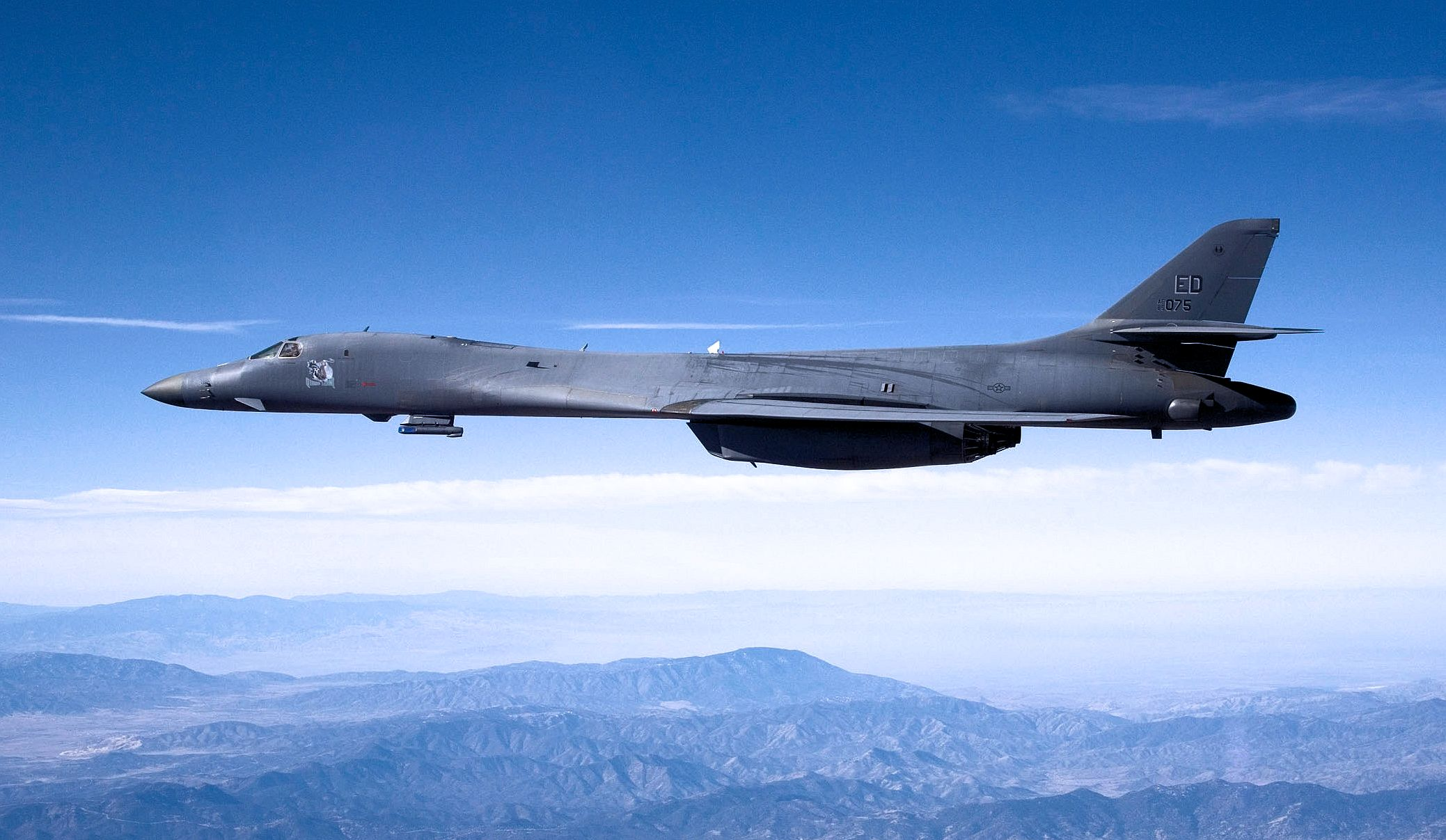
B-1B del 419th FTS

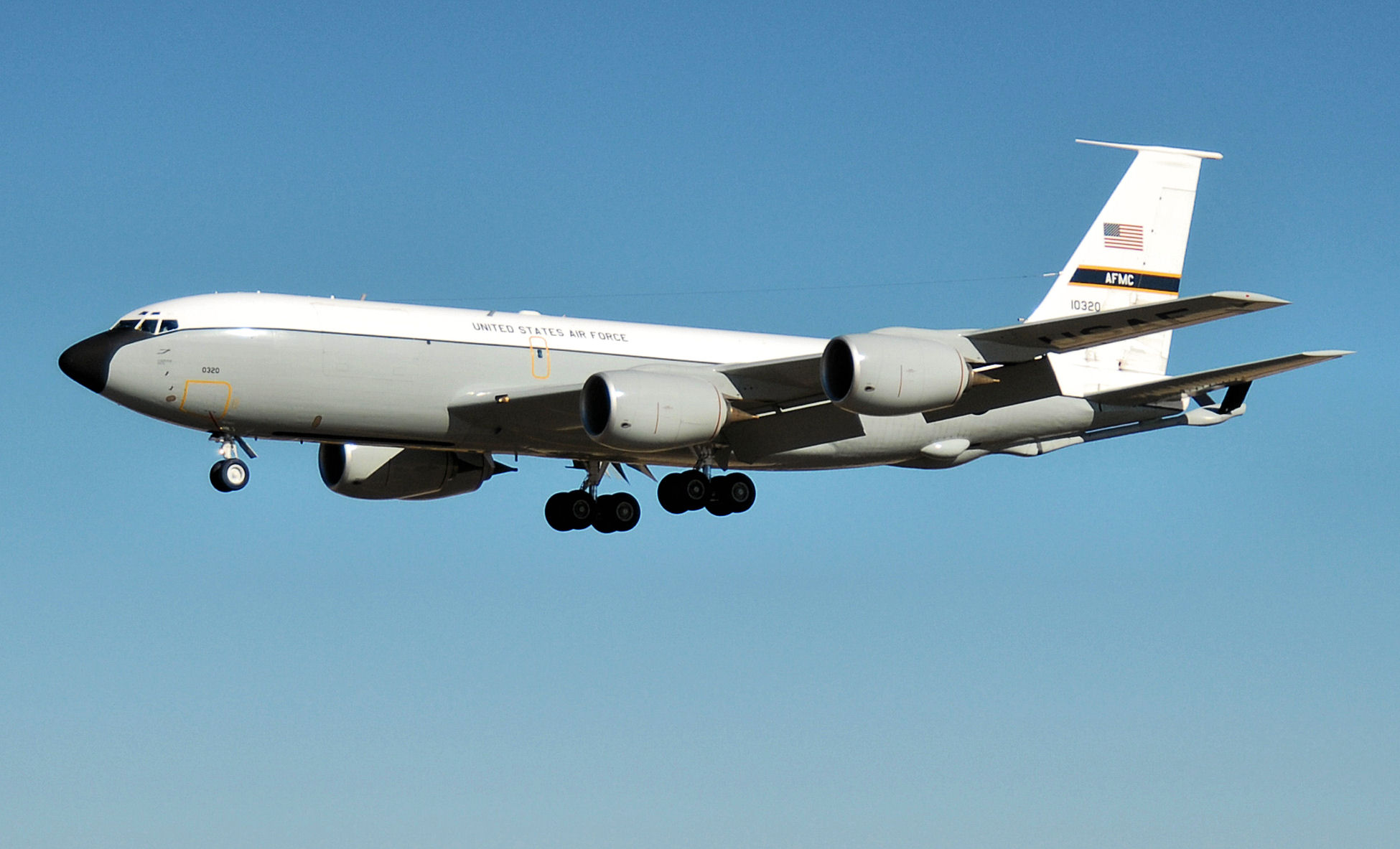
KC-135R-BN del 418th FTS

Il 412th Test Wing è uno stormo sperimentale dell'Air Force Materiel Command, inquadrato nell'Air Force Test Center. Il suo quartier generale è situato presso la Edwards Air Force Base, California.

## Missione
Lo stormo pianifica, conduce, analizza e riporta su tutti i test a terra ed in volo, anche simulati, di velivoli, armamenti, software e componenti per le forze aeree americane. L'unità è costituita da tre principali reparti, le operazioni volo, la manutenzione e l'ingegneria. Il primo gruppo è formato da circa 3.000 uomini, dispone di almeno 90 velivoli di circa 30 differenti modelli e svolge oltre 7.400 missioni all'anno, mentre la manutenzione allinea circa 2.000 tecnici.
La Test Pilot School è il luogo dove i piloti collaudatori, i navigatori e i tecnici di volo apprendono come condurre test di volo e generare quei dati necessari a soddisfare le varie prove. La divisione ingegneristica e quella della guerra elettronica forniscono le componenti centrali per condurre  i test e le successive valutazioni. Forniscono strumenti, talento ed equipaggiamento per valutare le strutture degli aeromobili, i propulsori, l'avionica e i sistemi di guerra elettronica delle ultime tecnologie dei sistemi d'arma. Le due divisioni inoltre ospitano strutture che permettono di svolgere i test come i poligoni, la Benefield Anechoic Facility (BAF), Integrated Flight Avionics Systems Test Facility (IFASTF) e il simulatore di guerra elettronica.
Le unità di volo sotto l'Operations Group sono chiamate Flight Test Squadron (FLTS) e il comandante di squadron solitamente riveste anche il ruolo di direttore della Combined Test Force (CTF). LA CTF è una struttura organizzativa che raccoglie il personale governativo per i test di sviluppo e la valutazione, i rappresentanti delle forze armate che eventualmente impiegheranno gli armamenti in combattimento e i contraenti che sviluppano e collaudano i sistemi d'arma. I membri del CTF formulano il programma dei test, sviluppano i criteri per le missioni di volo, eseguono le stesse missioni, analizzano i dati risultanti e riportano sui risultati. La missione dello stormo e dell'Air Force Test Center si focalizza sui test di sviluppo e la loro valutazione (DT&E), i quali sono processi utilizzati per identificare i rischi che necessitano di essere ridotti od eliminati prima che i sistemi vengano schierati in campo. Una volta che tale missione è soddisfatta, l'armamento transita ai reparti che eseguono i test iniziali operativi e la loro valutazione (IOT&E).

## Organizzazione
Attualmente, al 2023, lo Stormo controlla:
- 412th Comptroller Squadron
- 412th Test Engineering Group
  -  773rd Test Squadron
  - 775th Test Squadron
  - 812th Test Support Squadron
  -  412th Range Squadron
- 412th Operations Group
  - 412th Operations Support Squadron
  -  411th Flight Test Squadron - Equipaggiato con 5 F-22A
  -  416th Flight Test Squadron, Global Fighters - Equipaggiato con F-16, T-38C e Boeing T-7 Red Hawk
  -  419th Flight Test Squadron, Global Bombers e Formal Training Unit per il C-12 Huron - Equipaggiato con 6 C-12C, 1 B-2A, 2 B-52H e 2 B-1B
  -  452nd Flight Test Squadron, Global Vigilance - Equipaggiato con 2 RQ-4B Global Hawk
    - Detachment 1, Grey Butte FTOF, Palmdale, California - Equipaggiato con MQ-1B Predator

  -  461st Flight Test Squadron - Equipaggiato con 6 F-35A, 2 F-35B e 1 F-35C
  -  418th Flight Test Squadron, Global Reach - Equipaggiato con 2 C-12F, 1 C-17A e 2 KC-135R-BN
    - Detachment 1, Boeing Field, Seattle, Washington - Equipaggiato con KC-46A Pegasus
- 412th Test Management Division
- 412th Test Management Group
  - TMGG - Project Management
  - TMGB - Resource, Planning & Analysis
  - TMGS - Special Projects Branch
- 412th Electronic Warfare Group
  -  771st Test Squadron
  -  772nd Test Squadron
- 412th Civil Engineer Group
  - 412th Civil Engineer Squadron
  - 812th Civil Engineer Squadron
- 412th Maintenance Group
  - 412th Aircraft Maintenance Squadron
  - 912th Aircraft Maintenance Squadron
  - 412th Maintenance Squadron
  - 412th Logistics Test Squadron
  - 412th Aircraft Instrumentation Test Squadron
- 412th Medical Group
  - 412th Medical Operations Squadron
  - 412th Medical Support Squadron
  - 412th Aerospace Medicine Squadron
- 412th Mission Support Group
  - 412th Force Support Squadron
  - 412th Security Forces Squadron
  - 412th Communications Squadron
- U.S.A.F. Test Pilot School

## Storia

### Operazioni

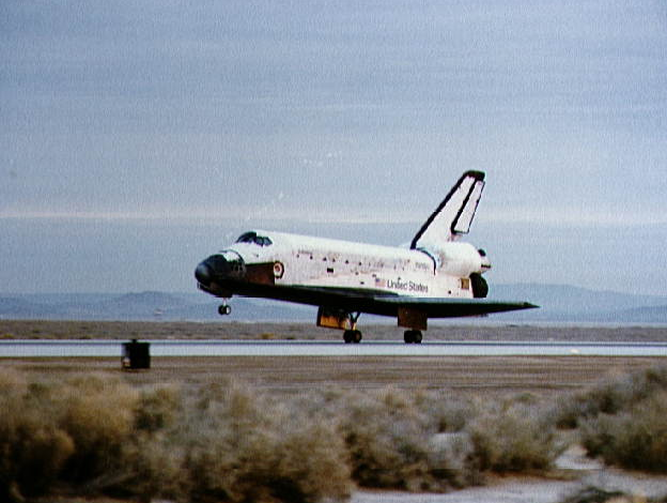
Lo Shuttle Columbia in atterraggio alla Edwards AFB

Il 412th Fighter Group fu il primo gruppo di caccia a reazione ad essere attivato e passò gran parte della sua esistenza nello sperimentare aerei come il P-59 e il P-80. Sviluppò programmi di addestramento e formò personale di volo e di terra così come i quadri per le nuove unità di caccia a reazione. Dal 1 marzo 1978, lo stormo passò a gestire le operazioni volo per l'Air Force Flight Test Center presso la Edwards Air Force Base, in California. Utilizzando una varietà di aerei di supporto, annualmente testava sia velivoli in dotazione all'USAF che quelli sperimentali, come altri a noleggio per le agenzie governative e per i governi stranieri. Le componenti coinvolte nei test di volo includevano armi e munizioni, avionica e sensori, comandi di volo ed equipaggiamento per la sopravvivenza degli equipaggi. La Test Pilot School inoltre addestrava studenti da ogni parte del mondo. Svolse test di volo libero per lo Space Transportation System (STS) per la NASA, dal 1978 al 1980 e nell'aprile del 1981 recuperò lo Space Shuttle Columbia, seguendone la prima missione orbitale mai effettuata da una mezzo spaziale riutilizzabile. Continuò a fornire aeroporti alternati per l'atterraggio alle missioni STS. Ha dislocato personale di supporto ed equipaggiamento nell'Asia sud-occidentale tra l'agosto 1990 e il marzo 1991. Quando schierati, svolgevano test su radar e sull'accuratezza dei sistemi d'arma. Transitato in un Test Wing oggettivo nel 1992 per intensificarne la propria missione sullo sviluppo, il collaudo e la valutazione sui velivoli. Ha testato e valutato velivoli spaziali sia con equipaggio che senza per gli Stati Uniti e per gli alleati.

### Allineamento
- Stabilito come 412th Fighter Group (Single Engine) dal 20 novembre 1943
- Attivato il 29 novembre 1943
- Disattivato il 3 luglio 1946
- Rinominato come 412th Fighter Group (Air Defense) il 20 giugno 1955
- Attivato il 18 agosto 1955
- Discontinuo dal 1 aprile 1960
- Rinominato come 412th Tactical Fighter Group dal 31 luglio 1985 ma rimasto inattivo
- Consolidato (1 ottobre 1992) con il 6510th Test Wing, il quale fu stabilito ed attivato dal 1 marzo 1978.
- Rinominato come 412th Test Wing dal 2 ottobre 1992

### Assegnazioni
- IV Fighter Command, 29 novembre 1943
- Fourth Air Force, 31 marzo 1944
- 321st Wing, 3 dicembre 1945
- Fourth Air Force, 28 gennaio 1946
- Tactical Air Command, 21 marzo 1946
- Twelfth Air Force, dal 15 maggio al 3 luglio 1946
- 4708th Air Defense Wing, 18 agosto 1955
- 30th Air Division, dall'8 luglio 1956 al 1 aprile 1960 aggregato al Detroit Air Defense Sector, dal 1 aprile 1959 al 1 aprile 1960
- Air Force Flight Test Center, dal 1 marzo 1978 fino ad oggi

### Componenti operative

#### Groups
- 412th Operations: 1 ottobre 1993 fino ad oggi
- 6545th (successivamente, 545th) Test: dal 1 gennaio 1979 al 1 agosto 1996
- 6510th (successivamente, 412th) Test:  dal 10 marzo 1989 al 30 dicembre 1997

#### Squadrons
- 18th Fighter-Interceptor:  dal 20 agosto 1957 al 1 aprile 1960.
- 29th Fighter:  dal 21 luglio 1944 al 3 luglio 1946.
- 31st Fighter (successivamente, 31st Fighter-Interceptor):  dal 19 agosto 1944 al 3 luglio 1946 e dall'8 giugno 1956 al 20 agosto 1957.
- 39th Photo (successivamente, 39th Tactical) Reconnaissance:  aggregato dal 5 novembre 1945 al 3 luglio 1946.
- 445th Fighter (successivamente, 445th Fighter-Interceptor):  dal 18 marzo 1944 al 3 luglio 1946 e dal 18 agosto 1955 al 1 aprile 1960.
- 6510th (successivamente, 410th) Test:  dal 10 marzo 1989 al 1 ottobre 1993.
- 6511th Test: dal 1 marzo al 1 luglio 1978.
- 6511th (successivamente, 411th) Test: dal 10 marzo 1989 al 1 ottobre 1993.
- 6512th (successivamente, 445th) Test: dal 1 marzo 1978 al 1 ottobre 1993.
- 6513th (successivamente, 413th) Test: dal 1 marzo 1978 al 1 ottobre 1993.
- 6514th Test: dal 1 marzo 1978 al 1 gennaio 1979.
- 6515th (successivamente, 415th) Test: dal 10 marzo 1989 al 1 ottobre 1993.
- 6516th (successivamente, 416th) Test: dal 10 marzo 1989 al 1 ottobre 1993.
- 6517th (successivamente, 417th) Test: dal 10 marzo 1989 al 1 ottobre 1993.
- 6518th (successivamente, 418th) Test: dal 10 marzo 1989 al 1 ottobre 1993.
- 6519th (successivamente, 419th) Test: dal 10 marzo 1989 al 1 ottobre 1993.

#### Schools
- USAF Test Pilot: dal 1 marzo 1978 fino ad oggi.

#### Flights
- 11 Crash-Rescue Boat: dal 18 agosto 1955 all'8 dicembre 1956.

### Basi
- Muroc, California, 29 novembre 1943
- Palmdale Army Airfield, California, 1 giugno 1944
- Bakersfield Municipal Airport, California, 11 ottobre 1944
- Santa Maria Army Airfield, California, 10 luglio 1945
- March Field, California, da circa il 29 novembre 1945 al 3 luglio 1946
- Wurtsmith AFB, Michigan, dal 18 agosto 1955 al 1 aprile 1960
- Edwards AFB, California, dal 1 marzo 1978 fino ad oggi.

### Velivoli
- Testati diversi velivoli dal 1943 al 1946
- F-89, 1955-1960;
- T-33, 1955-1960;
- F/TF-102, 1956-1960;
- F-101, 1959-1960.
- Dal 1978 al 1992, testati diversi velivoli, inclusi A-7, A-10, A-37, B-1, B-2, B-52, C-17, C-23, C/AC/MC/DC/HC/NC-130, NC-131, F-4, F-15, F-16, F-111, HH-60A, HH-53, KC-135, NT-33, T-38, T-39 e T-46
- Dal 1993 testati diversi velivoli assegnati, inclusi C-130, F-15, F-16, T-38, T-39, B-2, C-17, F-22, F-117, B-1B, U-2, B-52, C-12, CV-22, RQ-4, X-45, YAL; MQ-1 and MQ-9
- EC-18, 1993-
- EC/NKC/C-135, 1993 fino ad oggi
- MC-130, 1995-